# Huawei
 (транскр.  Хуавеј технолоџиз ко., лтд.) је кинеска компанија мултинационалног умрежавања и телекомуникационе опреме и услуга, са седиштем у Шенџену, Гуангдунг. Највећи је произвођач телекомуникационе опреме на свету, након што је преузела Ериксон 2012. године.
Хуавеј је основан 1987. године од стране Рен Женгфеј, бивши инжењер у Народноослободилачкој војсци. У време оснивања Хуавеј је био фокусиран на производњу телефонских прекидача, али је од тада проширио своје пословање да обухвати изградњу телекомуникационих мрежа; пружа оперативне и консултантске услуге и опрему за предузећа унутар и изван Кине; и производњу комуникационих уређаја за широку потрошњу. Хуавеј има преко 170.000 запослених у септембру 2015. године, око 76.000 од који су укључени у истраживање и развој. Има двадесет једну истраживачко развојну институцију у земљама укључујући Кину, САД, Канаду, Велику Британију, Пакистан, Француску, Белгију, Немачку, Колумбију, Шведску, Ирску, Индију, Русију и Турску, и у 2013. години уложио 5 милијарди америчких долара, повећан на 6,4 милијарди долара у 2014. години.
У 2014. години, Хуавеј је остварио профит од 34,2 милијарди кинеских јуана (5,5 милијарди долара). Његови производи и услуге су распоређени у више од 140 земаља света и тренутно служи 45 од светских 50 највећих телеком оператера.

## Име
Хуавеј је службени енглески превод кинеског имена фирме. Етимологија карактер 華 је изведени облик „花”, што значи „цвет”. Ово је наговестио у лого Хуавеј. Карактер такође може значити „изузетан” или „величанствен”, али данас углавном односи на „Кина” или „кинески”. То је уобичајена за кинеске компаније да користе ову реч; још један пример што је Тајванска компанија Асус (поједностављени кинески: 华硕; традиционални кинески: 華碩; дословно: „Кинески-Еминент”) који је основан давне 1989. године други карактер имена Хуавеј, 為, значи „акција” или „достигнуће”, на тај начин Хуавеј дословно значи „Кина је достигнуће”.

## Историја

### Ранијих година
Током 1980-их, Кинеска влада покушала да модернизује неразвијене телекомуникацијске инфраструктуре у земљи. А кључна компонента телекомуникацијске мреже је телефонска централа прекидача, а крајем 1980-их неколико кинеских истраживачких група настојала да стекну и развијају технологије, обично кроз заједничка улагања са страним компанијама.
Рен Женгфеј, бивши заменик директора Народноослободилачкој војсци инжењерске корпорације, основана Хуавеј 1987. године у Шенџену. Уместо да се ослања на заједничка улагања да осигура пренос технологија од страних компанија (које су често вољни да пренесу своје најнапредније технологије кинеским фирмама), Рен фокусиран на локалном истраживању и развој за производњу прекидача кроз обрнути инжењеринг страних технологија. У време када су све кинеске телекомуникацијске технологије увезене из иностранства, Рен се надао да ће градити домаће кинеске телекомуникацијске компаније које би се могле такмичити са страним конкурентима.
Компанија наводи да је имала РМБ 21.000 регистрованог капитала у време оснивања.Економски преглед далеког истока такође је известио да је примио кредит од 8,5 милиона $ од државних банака, иако је компанија негирала постојање кредита.
Током првих неколико година пословног модела компаније састојао углавном од препродаје прекидача приватних грана за размену који се увозе из Хонг Конга. У међувремену, улагали су у обрнути-инжењеринг увезених прекидача и давали су велике инвестиције у истраживање и развој за производњу властите технологије. Од 1990. године компанија је имала око 500 истраживачко развојног особља, и почела своју независну комерцијализацију прекидача приватних грана за размену, циљајући хотеле и мала предузећа.
Први велики пробој компаније се догодио 1993. године, када су покренули свој ЦиЦ08 програм за контролу телефонског прекидача. То је био далеко најмоћнији прекидач доступан у Кини у то време. У почетку се распоређивао у мањим градовима и руралним подручјима стављајући нагласак на сервис и прилагодљивост, компанија је стекла удео на тржишту и направила свој пут ка тржишту. Компанија је развила заједничке односе са локалним властима, при чему ће пружити „дивиденде” локалним званичницима у замену за њихово коришћење Хуавеј производа у мрежи. Аренс пише да ове методе су „неуобичајено, на граници корумпираности”, али нису илегалне.
Хуавеј је добио кључни уговор о изградњи прве националне телекомуникационе мреже Народноослободилачкој војсци, тај договор један радник је описао као „мали у смислу нашег укупног пословања, али велики у смислу наших односа”. Године 1994, оснивач Рен Женгфеј имао састанак са генералним секретаром странке Ђанг Цемин, рекавши му да се „технологија прекидачке опреме односи на међународну сигурност, и да народ који нема властиту прекидачку опрему је као онај који нема властиту војску.” Ђанг се наводно сложио са овом проценом.
Још једна велика прекретница за компанију је дошла 1996. године, када је влада у Пекингу усвојила експлицитну политику подршке домаћих произвођача телекомуникацијске опреме и ограничава приступ страним конкурентима. Хуавеј је унапређен и од стране владе и војске као национални првак, и успостављена му је нова канцеларија за истраживање и развој.

### Интернационална експанзија
U 1997, Хуавеј је освојио свој први инострани уговор, пружајући производе за фиксну мрежу компанији Хатчисон Вампоа из Хонг Конга. Касније те године, Хуавеј лансира своје бежичне мобилне производе базиране на ГСМ мрежи и временом је проширила своју понуду на ЦДМА и УМТС. Године 1999, компанија је отворила истраживачко развојни центар у Бангалору, у Индији ради развијања широког спектра телеком софтвера. Од 1998. до 2003. године, Хуавеј је склопила уговор са IBM за менаџмент консалтинг, и успоставила значајну трансформацију свог сектора за менаџмент и развој производа. Након 2000. године, Хуавеј је повећао брзину ширења у иностранство, имајући приход од међународне продаје од више од 100 милиона долара до 2000. године и успоставља истраживачко развојни центар у Стокхолму, у Шведској. У 2001. години, Хуавеј је успоставио четири истраживачко развојних центара у Сједињеним Америчким Државама. До 2002. године, међународна продаја Хуавеја је достигла 552 милиона долара.
У 2004. години Хуавеј је наставио ширење у иностранству са уговором за изградњу треће генерације мреже за Телфорт, холандског мобилног оператера. Овај уговор, у вредности од више од 25 милиона долара, био је први такав уговор за компаније у Европи.
У 2005. години, поруџбине међународних уговора премашиле су домаћу продају по први пут. Хуавеј је потписао споразум о глобалном окружењу са Водафоном. Овај споразум представља први пут да добављач телекомуникационе опреме из Кине прима статус одобреног добављача за ланац Водафон глобалног снабдевања. На основу споразума основани су услови за испоруку Хуавеј производа ка било ком од Водафон пословница широм света. Хуавеј је потписао уговор са Британским телекомом за распоређивање својих мулти-сервис приступних мрежа и опреме за пренос података, пружајући БТ и телекомуникационој индустрији Велике Британије основну инфраструктурну опрему неопходну за будући раст јер та предузећа требају опрему од више произвођача.
У мају 2008. године, Хуавеј и Оптус развио мобилни иновативни центар у Сиднеју, Аустралија, обезбеђујући средства за инжењере за развој нових бежичних и мобилних концепата за производе „спремне за тржиште”. У 2008. години компанија је започела своју прву велику комерцијалну примену УМТС/ХСПА у Северној Америци пружајући Телус-у нову генерацију бежичне мреже као и Канадском телекому брзи мобилни интернет.
Хуавеј је испоручио један од првих ЛТЕ/ЕПЦ светских комерцијалних мрежа за компанију ТелиаСонера у Ослу. Норвешка 2009. године компанија је покренула прво крај-са-крајем 100Г решење на свету од рутера на преносни систем исте године, како би се одговорило на брз раст мрежног саобраћаја и повећање ефикасности рутера и поузданост.
У јулу 2010. године, Хуавеј је укључен у табелу Глобалног богатства 500, у 2010 објављеној листи од стране америчког часописа Форчун по први пут, Хуавејева годишња продаја износи 21,8 милијарди долара и нето добит од 2,67 билијарди долара. Крајем 2010. године пријављено је да Хуавеј планира да инвестира око 500 милиона долара да се успостави објекат за производњу телекомуникационе опреме у Тамил Наду, Индија и 100 милиона долара да прошири свој истрживачко-развојни центар у Бангалору.
У октобру 2012. године, најављено је да ће Хуавеј преместити своје британско седиште у Грин Парк, Рединг, Беркшир. Такође, компанија, у настојању да повећа свој значај у Сједињеним Америчким Државама, постала је главни спонзор на Браћу Џонас 2013 летње турнеје.
У септембру 2013. године, Хуавеј је отворио нову канцеларију у Канади, Реџајна, Саскачеван. Хуавеј је сарађивао са локалном мрежом СаскТел да изгради њихове ХСПА+ и ЛТЕ мреже. Компанија је такође најавила да ће СаскТел имати свој нови Асценд И300 паметни телефон.
У октобру 2013, Хуавеј је изабран од стране ТДЦ А/С, као јединог произвођача за модернизацију националне ГСМ/УМТС/ЛТЕ мреже у Данској и пружања услуга управљања у периоду од шест година. Вредност уговора је око 700 милиона долара током периода трајања уговора.
Према последњој мандат листи Тхе Ецономист-а, Хуавеј је број један Телеком продавац у свету.

### Инвестиције и партнерство
Хуавеј је фокусиран да шири своју мобилну технологију и решења за умрежавање кроз низ партнерстава. У марту 2003. године, Хуавеи и 3Цом Корпорација формирали су мешовито предузеће, 3Цом-Хуавеи, који је био усредсређен на истраживачко-развојни центар, производњу и продају производа за умрежавање података. Компанија је касније лишена 49 % удела у Х3Ц за 880 милиона долара у 2006. години. 2005 године, Хуавеј је почео заједничко улагање са Сименсом, под називом ТД Технологија, за развој 3Г/ТД-СЦДМА производа мобилних комуникационих технологија. Хуавеј са 100 милиона долара инвестиције је у компанији имао 49 % удела, док је Сименс имао 51 % удела. У 2007. години, након што су Нокија и Сименс, суоснивачи Нокија Сименс мрежа, Нокија преноси све акције које одржава у ТД Тецх у Нокија Сименс мреже. У овом тренутку, Нокија Сименс мреже и Хуавеј држе 51 % и 49 % акција ТД Тецх.
У 2006. години, Хуавеј је основао заједнички центар за развој УМТС технологије у Шангају заједно са Моторолом. Касније те године, Хуавеј је основао заједничко предузеће са Телекомом Венецуеле, под називом Индустрија: Електроника Оринокуиа, за истраживање и развој, и продају телекомуникационих терминала. Телеком Венецуела има удео од 65 %, док Хуавеј држи преосталих 35 % удела.
Хуавеј и америчка фирма за безбедност Симантек, најавили су у мају 2007. формирање заједничког предузећа за развој безбедности и складиштења за тржишта телекомуникационих компанија. Хуавеј је у почетку био у власништву 51 % нове компаније, под називом Хуавеј Симантек, док Симантек у власништву остатка удела, 49 %. Заједнички центар је стациониран у граду Ченгду. У марту 2012. године, Симантек је објавио продају свог дела заједничког предузећа за Хуавеј.
Граминфон Лтд и Хуавеј освојили су Грин Мобајл награду на додели награда за мобилне телефоне ГСМА 2009. У марту 2009. године, ВиМАКС форум објавио је четири нова члана свог управног одбора, укључујући Томаса Лија, директора за стандарде.